# KinnPorsche
KinnPorsche (Título original Tailandés คินน์พอร์ช เดอะซีรีส์. También conocido como KinnPorsche The Series , KinnPorsche The Series La Forte , Rak Khot Rai Sut Thai Khot Rak , รักโคตรร้าย สุดท้ายโคตรรัก , คินน์พอร์ช เดอะซีรีส์ ลา ฟอร์เต้) es una serie tailandesa de drama romántico BL y acción adaptada de la novela web con el mismo nombre del dúo de escritores Daemi. Emitida en 2022 por iQIYI en colaboración con ONE 31 Channel, la serie cuenta la historia de Kinn Theerapanyakul Y Pachara Kittisawasd "Porsche", protagonizada por Phakphum Romsaithong (Mile) como Kinn y Nattawin Wattanagitiphat (Apo) como Porsche.
La serie está dirigida por Kongkiat Komesiri (Khom), Krisda Witthayakhajorndet (Pond) y Banchorn Vorasataree (Pepsi). Se estrenó en Tailandia en ONE 31 el 2 de abril de 2022, transmitiéndose todos los sábados a las 23:00 ICT, mientras que se distribuyó en Japón a través de U-Next y en todo el mundo en iQIYI. La versión completa sin cortes, llamada KinnPorsche: La Forte, se emitió una hora después en iQIYI .

## Sinopsis
El segundo hijo de un jefe mafioso, Kinn Theerapanyakul, huye de un enemigo cuando conoce a Porsche, un joven y emprendedor camarero quien acepta ayudar a defender a Kinn de sus atacantes a cambio de un precio.
Las habilidades marciales de Porsche impresionan y Kinn, impulsado por su padre, intenta contratar a Porsche como uno de sus guardaespaldas personales. Porsche se opone y rechaza la oferta de Kinn a pesar de sus intentos de intimidación, pero cuando la casa familiar de Porsche y su capacidad para cuidar de su hermano se ven amenazadas, se ve obligado a convertirse en el guardaespaldas de la numerosa familia y se traslada a la propiedad de los Theerapanyakul, sin saber que esto solo le traería más problemas a su vida.
La transición a este trabajo violento y poco convencional no es fácil, y su relación con Kinn oscila entre la tensión y el juego. Cuando sus sentimientos por Kinn dan un giro inesperado, su trabajo se vuelve aún más arriesgado.

## Resumen
Kinn Anakinn Theerapanyakun, el segundo hijo y heredero de la familia criminal Theerapanyakun, es atacado cuando regresa a su casa después de hacer un trato comercial. Mientras corre por su vida, se topa con Porsche Pachara Kittisawasd, un estudiante universitario que trabaja en un pub a tiempo parcial y luchador clandestino que lleva sobre sus hombros los sueños y esperanzas de su hermano menor.
Porsche vio por casualidad que perseguían a Kinn, pero no pensaba acudir a rescatarlo. Sin embargo, Kinn hizo un trato con Porsche: Si Porsche le salvaba, le pagaría dinero a cambio, pero las buenas habilidades de Porsche también hacen que Kinn quiera que sea su guardaespaldas principal.
Desesperado, tuvo que ceder a su destino y se convirtió en guardaespaldas de Kinn aunque su corazón era reacio y temía que su único pariente, su hermano, se viera envuelto en esta locura. Pero Dios parecía jugarle una mala pasada y finalmente se vio obligado a aceptar a Kinn y entrar en su intrincada familia. 
«Ser guardaespaldas de una banda es cuestión de habilidades».
Durante los siguientes meses, mejora sus habilidades de lucha y aprende sobre el oscuro mundo al que ahora pertenece, pero también comienza a tener un sentimiento que no comprende hacia su carismático jefe. Aunque Kinn es abiertamente gay, el camino por delante no es fácil para los dos amantes. 
La rama menor de la familia, gobernada por el tío de Kinn, está desesperada por tomar el control. Su padre tiene mala salud, su hermano mayor es un desastre debido al trastorno de estrés postraumático (TEPT), su hermano menor es una estrella en ascenso y Vegas, su primo de la familia menor, también se está convirtiendo en una amenaza creciente para él.
Además, el misterio de la muerte prematura de los padres de Porsche parece estar de alguna manera relacionado con la familia Theerapanyakun.

## Reparto y Personajes

### Principales
- Mile Phakphum Romsaithong como Kinn Theerapanyakul. Segundo hijo y presunto heredero de la rama principal de la familia criminal Theerapanyakun.
- Apo Nattawin Wattanagitiphat como "Porsche" Pachara Kittisawasd. Barman local y luchador clandestino.
  - Pasin Cahanding como Porsche joven.

### Secundarios
- Bible Wichapas Sumettikul como Vegas Theerapanyakul. Hijo mayor y heredero aparente de la rama secundaria de la familia criminal Theerapanyakun.
- Build Jakapan Puttha como Pete Phongsakorn Saengtham. Guardaespaldas principal de Tankhun y compañero de habitación de Porsche en el complejo de Theerapanyakun.
- Jeff Satur como Kim Theerapanyakul. Hermano menor de Kinn y la estrella del pop, que finge desinterés en el negocio familiar, pero en secreto es tan despiadado como su padre y su hermano.
- Barcode Tinnasit Isarapongporn como “Chay” Porchay Kittisawasd. Hermano menor de Porsche que está tratando de ingresar a un prestigioso programa de música en la universidad.
- Tong Thanayut Thakoonauttaya como Tankhun Theerapanyakul. El excéntrico hermano mayor de Kinn que sufre de trastorno de estrés postraumático y ya no quiere gobernar la familia.
- Bas Asavapatr Ponpiboon como Arm. Guardaespaldas de Tankhun y el más experto en tecnología de los guardaespaldas de Theerapanyakun.
- Job Yosatorn Konglikit como Pol. Guardaespaldas de Tankhun.
- Us Nititorn Akkarachotsopon como Tay. Amigo de Kinn que tiene una relación con Time.
- JJ Chalach Tantijibul como Time. Amigo de Kinn que está en una relación con Tay.
- Ta Nannakun Pakapatpornpob como Macau Theerapanyakul. Segundo y menor hijo de la rama secundaria de la familia criminal Theerapanyakun.
- Nodt Nutthasid Panyangarm como Big. Guardaespaldas principal de Kinn, reasignado a Kim.
- Perth Nakhun Screaigh como Ken. Guardaespaldas de Kinn.
- Ping Touchchavit Kulkrachang como Jom. Amigo de Porsche.
- Pong Pongsakorn Ponsantigul como Tem. Amigo de Porsche.
- Kob Songsit Rungnopakunsi como Korn Theerapanyakul. Padre de Kinn, jefe de la familia Theerapanyakun y hermano mayor de Kun.
- Ex Piya Vimuktayon como Kun Theerapanyakul. Hermano menor de Korn, tío de Kinn que está en desacuerdo con la rama principal de la familia y padre de Vegas y Macau.
- Peter Knight como Chan. Guardaespaldas de Korn y líder de todos los guardaespaldas de Theerapanyakun.
- Gap Thanavate Siriwattanagul como Arthee. Tío de Porsche y Porschay con adicción al juego.
- Na Naphat Vikairungroj como Tawan. Exnovio de Kinn.
- Sprite Patteerat Laemluang como Yok. Dueño del Bar HUM.

### Invitados
- Nujnoh Nujthanicha Rojjanajarunun (Porsche’s girl; Ep. 1).
- Nichapa Phornchaimeteekul (Maid; Ep. 2).
- Noolek Thithinan Sanla (Killer woman; Ep. 2).
- Ole Thanakorn Sangwan (Kinn's friend; Ep. 3-4)).
- Jobpy Veravarong Kankarnchana as Jessica (Auction attendee; Ep. 4)).
- Mon Varakorn Varuncharoentham (Student; Ep. 4).
- May Naarpa Navawutcharakul (Student; Ep. 4).
- Mine Kampon Tulyakorndolpak (Porchay's friend; Ep. 4, 12).
- Jo Kavinpat Thanahiransilp (Kinn's guest; Ep. 5).
- Paan Prinyashuth Akaraseth (Porsche’s girl; Ep. 5).
- Banlop Lomnoi as Wang (Druglord; Ep. 7).
- Link Thanawee Phongphasawat (Porchay's friend; Ep. 12).
- Annita Sarucha Phongsongkun as Namphueng (Porsche and Porchay's mother; Ep. 14).
- Pong Kittichote Musikabhumma as Pat Porsche and Porchay's father; Ep. 14).
- Jay Jira Yangyeun (Bodyguard).

## Producción
En septiembre de 2020, la productora Filmanía anunció la novela web KinnPorsche Story: Fierce Love, Finally Love (KinnPorsche Story: รักโคตรร้าย สุดท้ายโคตรรัก) sería adaptada a una serie de televisión. Después de lanzar un avance en enero de 2021, Filmanía celebró una conferencia de prensa y una ceremonia de adoración tradicional para dar inicio al proyecto en Marzo. A principios de Julio de 2021, cuando el rodaje estaba casi terminado, el dúo de escritores Daemi de la novela web original anunció su salida de Filmanía debido a diferencias creativas.
Al ver el potencial de la serie y el esfuerzo realizado por el resto del elenco, el actor Phakphum Romsaithong, que había sido elegido para el papel principal de Kinn, contactó a su amiga y directora Krisda Witthayakhajorndet, quien también era ejecutiva de la productora Be On Cloud, compañía que retomó la serie y anunció que habría sufrido algunos cambios.A finales de Agosto de 2021, la nueva productora lanzó un nuevo avance y el título de la serie se acortó a KinnPorsche: The Series .
En noviembre de 2021, se realizó una conferencia de prensa donde se confirmó oficialmente el nuevo elenco y se anunció una colaboración con la banda de rock Slot Machine.También en Noviembre, se anunció que KinnPorsche sería la primera serie original tailandesa de iQIYI.En marzo de 2022 se anunció que iQIYI lanzaría la versión sin cortes, llamada KinnPorsche: La Forte.

## Música
Para la banda sonora, KinnPorsche se asoció con Slot Machine y el compositor Therdsak Chanpan. La banda de rock tailandesa cantó dos canciones para la serie, concretamente «PhiangWaichai» (เพียงไว้ใจ) y su versión en inglés «Free Fall», ambas producidas por Thitiwat Rongthong, de The Darkest Romance.
La banda sonora de la serie también incluye «Why Don't You Stay» (แค่เธอ) de Jeff Satur, «This Song is Called You» (เพลงนี้ชื่อว่าเธอ) de Barcode Tinnasit Isarapongporn, y “Controversy” (ย้อนแย้ง) de Aek Season Five.
| N.° | Título                                   | Artista                        | Duración |
| --- | ---------------------------------------- | ------------------------------ | -------- |
| 1.  | "PhiangWaichai" (เพียงไว้ใจ)               | Slot Machine                   | 3:46     |
| 2.  | "Free Fall"                              | Slot Machine                   | 3:46     |
| 3.  | "Why Don't You Stay" (แค่เธอ)             | Jeff Satur                     | 3:48     |
| 4.  | "This Song is Called You" (เพลงนี้ชื่อว่าเธอ) | Barcode Tinnasit Isarapongporn | 3:59     |
| 5.  | "Controversy" (ย้อนแย้ง)                   | Aek Season Five                | 3:47     |
| 6.  | "Why Don't You Stay (WorldTour Ver.)"    | Jeff Satur                     | 4:16     |
| 7.  | "Free Fall (Lovely Mood)"                | Slot Machine                   | 0:57     |
| 8.  | "Free Fall (Love)"                       | Slot Machine                   | 2:13     |
| 9.  | "Free Fall (Love 2)"                     | Slot Machine                   | 1:56     |
| 10. | "Free Fall (Acoustic 1)"                 | Slot Machine                   | 1:48     |
| 11. | "Free Fall (Acoustic 2)"                 | Slot Machine                   | 2:07     |
| 12. | "Free Fall (Acoustic 3)"                 | Slot Machine                   | 2:23     |
| 13. | "Free Fall (Sad Mood)"                   | Slot Machine                   | 1:59     |
| 14. | "Free Fall (Suspense)"                   | Slot Machine                   | 2:24     |
| 15. | "Free Fall (Heroic Mood)"                | Slot Machine                   | 2:34     |
| 16. | "Free Fall (Action)"                     | Slot Machine                   | 2:00     |